# Туркестанський легіон

Нашивка з однострою підрозділу

Туркеста́нський легіо́н (нім. Turkistanische Legion) — назва військових частин, що складалися з представників тюркських народів, які воювали у німецькій армії під час Другої світової війни. Основу цих військ становили військовополонені Червоної Армії, які вирішили боротися на боці нацистів у надії створити після війни незалежні держави у Центральній Азії.
Батальйони Туркестанського легіону складали частину 162-ї піхотної дивізії і багаторазово залучалися до бойових дій в Югославії та Італії.
Хоча спочатку тюркські народи сприймалися як «расово неповноцінні», таке ставлення офіційно змінилося вже восени 1941 року, коли нацисти спробували використати антиросійські настрої тюркських народів Росії у політичних цілях. Перший «Туркестанський легіон» було сформовано в травні 1942 року, спочатку він складався тільки з одного батальйону, але під 1943 рік його було розширено до 16 батальйонів і 16 000 вояків. Під командуванням вермахту ці підрозділи було мобілізовано виключно на Західний фронт, тим самим віддаляючи їх від Червоної Армії фронтами Франції та північної Італії.
Велику частину Туркестанського легіону взяли у полон британські війська і репатріювали в Росію, де полонених спіткали табори ГУЛАГу або тюремні строки від радянського уряду за те, що воювали на боці сил Осі.
До відомих членів легіону належав Баймірза Хаїт, який після війни оселився у Західній Німеччині і став істориком з історії Середньої Азії і Туркестану.

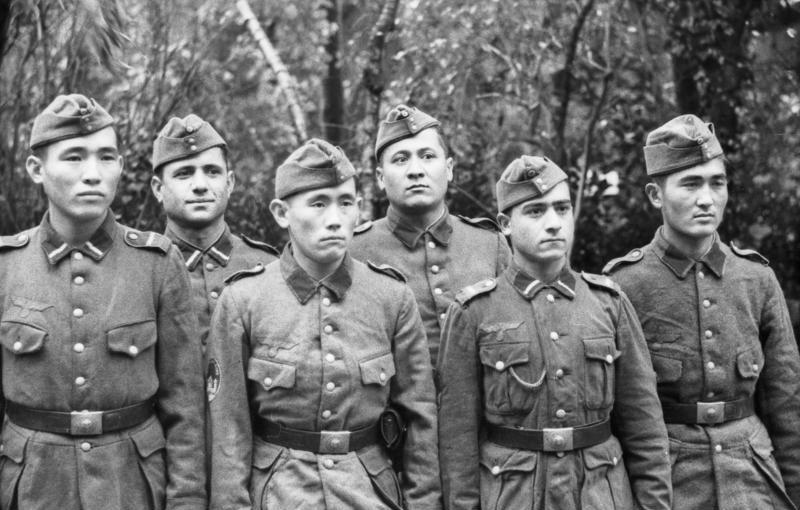
Туркменські добровольці у Франції.